# Lampadaria
Lampadaria, monotipski biljni rod iz porodice gesnerijevki smješten u podtribus Columneinae, dio tribusa Gesnerieae.. Jedina vrsta je gvajanski endem L. rupestris 
Dio je podtribusa Columneinae.

## Etimologija
Ime roda dolazi od latinskog lampadarius = nositelj baklje, odnosi se na dugu peteljku koja drži kompaktni cvat iznad lišća.

## Opis
To su kopnene biljke s dobro razvijenom stabljikom, s kratkim internodijama. Listovi nasuprotni, jajasto-eliptični, s perastim žilicama, puči razbacane. Prašnika ima 4, niti su prirasle uz bazu vjenčića, prašnici su slobodni, teke se odvajaju uzdužnim prorezom. Nektarij koji se sastoji od 2 velike žlijezde, ventralne i dorzalne. Jajnik gornji, vrh zakrivljen, stigma glavičasta. Plod nešto mesnata čahura, lokulicidno se odvaja. Broj kromosoma nepoznat. L. rupestris, endem je Gvajane, raste u tropskim kišnim šumama, često na stijenama obraslim mahovinom. Otkrivena je tijekom ekspedicije u Gvajani 2014. godine.